# Skradsko Selo
Skradsko Selo is een plaats in de gemeente Ribnik in de Kroatische provincie Karlovac. De plaats telt 37 inwoners (2001).